# Vijverdwergduikertje
Het vijverdwergduikertje (Micronecta scholtzi) is een wants behorend tot de dwergduikwantsen.

## Kenmerken
Micronecta scholtzi is tussen de 2 en 2,5 mm lang en kan gemakkelijk worden onderscheiden van andere soorten van het geslacht door de gedraaide linkerparamere van de mannelijke geslachtsorganen, het korte halsschild en het kenmerkende donkere patroon op het hoofd. Er is weinig bekend over zijn gewoonten en leefgebied, maar er wordt aangenomen dat hij gedijt in het ondiepe water van vijvers of aan de oevers van meren.

## Geluid
Het mannetje van deze soort produceert zijn onderwaterverkeringslied door met een rand op zijn penis over de ribbels op zijn buik te bewegen. Het betrokken gebied meet slechts 50 micrometer in doorsnede, of ongeveer de dikte van een mensenhaar. Een team van biologen en geluidstechnici uit Frankrijk en Schotland heeft M. scholtzi opgenomen die geluid produceert tot 99,2 decibel, een volume dat vergelijkbaar is met dat van een passerende goederentrein. Het geluid was zo onverwacht luid dat de ingenieurs de kalibratie van hun instrumenten controleerden. Het wordt door Guinness World Records geclassificeerd als de luidste penis. Bijna al het volume gaat verloren wanneer geluid van water naar lucht beweegt, maar blijft toch hoorbaar voor mensen die langs de oever van de vijver lopen. Deze soort wordt vanwege zijn grootte beschouwd als de luidste van alle dieren. Ondanks dat ze het mechanisme van de geluidsproductie kennen, zijn onderzoekers nog steeds verbijsterd door het geproduceerde volume en zijn ze van mening dat zodra het proces wordt begrepen, dit een nuttige weg zou kunnen openen in de ultrasone techniek.
Het is niet bekend dat veel insecten geluid voortbrengen met voortplantingsorganen, maar er is er nog een, de piramidemot, Syntonarcha iriastis, die ultrasone piepgeluiden uitzendt.